# Бульвар Аврора (Кесон-Сіті)
14°37′11″ пн. ш. 121°02′45″ сх. д. / 14.61972222° пн. ш. 121.04583333° сх. д.
Бульвар Аврора - це головна магістраль із чотирьох до десяти смуг у Кесон-Сіті та Сан-Хуані в Метро Манілі, Філіппіни. Його назвали на честь Аврори Кесон, дружини президента Співдружності Мануеля Кесона. Це одна з головних доріг у комерційному районі Аранета Сіті. 
Бульвар Аврора починається як фізичне продовження бульвару Рамона Магсайсай повз Аранета-авеню біля кордону Маніла-Кесон-Сіті. Потім він в’їжджає в Сан-Хуан, а потім перетинає затоку Ермітаньо поблизу Бродвейського центру, щоб повернутися в Кесон-Сіті, цього разу в районі Нью-Маніли. Потім він перетинає Гілмор-авеню, Балете-драйв і Е. Родрігеса-старшого, перш ніж зустрітися з EDSA.
Бульвар Аврора розділений на два маршрути: Аранета-авеню до EDSA та EDSA до проспекту Катіпунан (C-5). Більша частина дороги є 4-смуговою подвійною проїжджою частиною, причому лінія 2 має п’ять наземних станцій, а одна (станція Катіпунан) розташована під землею.